# Paroisse de Glenelg
Pour les articles homonymes, voir Glenelg.
La paroisse de Glenelg est à la fois une paroisse civile et un ancien district de services locaux (DSL) canadien du comté de Northumberland, au Nouveau-Brunswick. Dans le cadre de la réforme de la gouvernance locale du 1er janvier 2023, le DSL a été annexé au district rural du Grand Miramichi.

## Toponyme
Le nom Glenelg fut donné par le major McDonald, établi ici vers 1790, d'après un lieu en Écosse.

## Géographie

### Géologie
Le sous-sol de Glenelg est composé principalement de roches sédimentaires du groupe de Pictou datant du Pennsylvanien (entre 300 et 311 millions d'années).

### Villages et hameaux
La paroisse de Glenelg comprend les hameaux de Black Rover (partie), Centre Nappan (partie), Glenville, Lower Nappan (partie), Nappan Bay, Pointe-aux-Carr, Redmondville, Upper Nappan (partie), Weldfield et Wine River.

## Histoire
Royaume-Uni de Grande-Bretagne et d'Irlande (1801-1867)

La paroisse de Glenelg est située dans le territoire historique des Micmacs, plus précisément dans le district de Sigenigteoag, qui comprend l'actuel côte Est du Nouveau-Brunswick, jusqu'à la baie de Fundy.
Les environs de la rivière Black sont colonisés vers 1790 par des soldats écossais démobilisés. La paroisse civile de Glenelg est érigée en 1814. La rivière Napan est colonisée par des écossais vers 1820. Plus précisément, Centre Napan et Lower Napan sont fondés vers 1822 par des gens originaires d'Annandale. Le reste du territoire est colonisé plus tard par des gens des environs ou des Irlandais.
En 1825, le territoire est touché par les Grands feux de la Miramichi, qui dévastent entre 10 000 km2 et 20 000 km2 dans le centre et le nord-est de la province et tuent en tout plus de 280 personnes,.
La municipalité du comté de Northumberland est dissoute en 1966. La paroisse de Glenelg devient un district de services locaux en 1967.

## Démographie
| 2001  | 2006  | 2011  | 2016  |
| ----- | ----- | ----- | ----- |
| 1 712 | 1 652 | 1 610 | 1 560 |

## Économie
Entreprise Miramichi, membre du Réseau Entreprise, a la responsabilité du développement économique.

## Administration

### Comité consultatif
En tant que district de services locaux, Glenelg est en théorie administré directement par le Ministère des Gouvernements locaux du Nouveau-Brunswick, secondé par un comité consultatif élu composé de cinq membres dont un président. Il n'y a actuellement aucun comité consultatif.

### Commission de services régionaux
La paroisse de Glenelg fait partie de la Région 5, une commission de services régionaux (CSR) devant commencer officiellement ses activités le 1er janvier 2013. Contrairement aux municipalités, les DSL sont représentés au conseil par un nombre de représentants proportionnel à leur population et leur assiette fiscale. Ces représentants sont élus par les présidents des DSL mais sont nommés par le gouvernement s'il n'y a pas assez de présidents en fonction. Les services obligatoirement offerts par les CSR sont l'aménagement régional, l'aménagement local dans le cas des DSL, la gestion des déchets solides, la planification des mesures d'urgence ainsi que la collaboration en matière de services de police, la planification et le partage des coûts des infrastructures régionales de sport, de loisirs et de culture; d'autres services pourraient s'ajouter à cette liste.

### Chronologie municipale

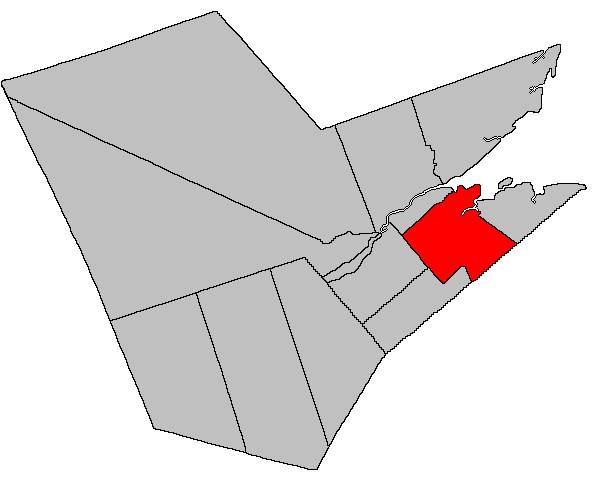
Situation sur une carte des paroisses civiles du comté de Northumberland (certains DSL et municipalités ne sont donc pas montrés).

### Représentation et tendances politiques
Nouveau-Brunswick: Glenelg fait partie de la circonscription provinciale de Miramichi—Baie-du-Vin, qui est représentée à l'Assemblée législative du Nouveau-Brunswick par Bill Fraser, du Parti libéral. Il fut élu en 2006 et réélu en 2010.
 Canada: Glenelg fait partie de la circonscription électorale fédérale de Miramichi, qui est représentée à la Chambre des communes du Canada par Tilly O'Neill-Gordon, du Parti conservateur. Elle fut élue lors de la 40e élection fédérale, en 2008.

## Vivre à Glenelg
L'école élémentaire Napan accueille les élèves de la maternelle à la 5e année. C'est une école publique anglophone faisant partie du district scolaire #16.
Le St. Margarets Golf & Country Club à Redmondville a un parcours de 9 trous. Le détachement de la Gendarmerie royale du Canada le plus proche est situé à Baie-Sainte-Anne. Le bureau de poste le plus proche est quant à lui à Miramichi.
Les anglophones bénéficient du quotidien Telegraph-Journal, publié à Saint-Jean et de l'hebdomadaire Miramichi Leader, publié à Miramichi. Les francophones bénéficient quant à eux du quotidien L'Acadie nouvelle, publié à Caraquet, ainsi que de l'hebdomadaire L'Étoile, de Dieppe.